# MOUNTAINTOP
MOUNTAINTOP(Moutain Top, 중국어: 泰洋川禾, 병음: tàiyángchuānhé, 마운틴 톱, 타이양츄안허, )는 중국의 연예 기획사로 2016년 6월 28일, 회사를 설립하였다.
본래 여배우 안젤라베이비의 1인 소속사였지만, 추후 회사를 확장하여 각 인물들을 선출하였다.

## 소속 인물

### 여성 연예인
- 콩쉬에얼 (걸 그룹 THE9의 일원)
- 쟈오샤오탕 (걸 그룹 THE9의 일원)
- 저우비창